# Olivia Luna
Olivia Luna López  (Ciudad de México, México, 23 de mayo de 1975), más conocida como Olivia Luna, es una locutora, periodista musical, presentadora y actriz de doblaje mexicana de radio y televisión.

## Carrera profesional

### 1996-2001: inicios y desarrollo
Siendo egresada de la Universidad del Valle de México del área de Ciencias de la Comunicación a la edad de 21 años, en 1996 y tras ganar una convocatoria de la voz revelación femenina para la radio en México, su trayectoria como locutora en el Instituto Mexicano de la Radio (IMER) comienza dentro del concepto Órbita, formato dedicado en su totalidad al rock en español, en la frecuencia XHOF-FM del 105.7 de FM misma donde permaneció pocos meses.
Tras su breve paso por el IMER, en 1997 ingresa a Grupo ACIR para encabezar la frecuencia XEFR-AM 1180 de AM, donde la estación llevaba por nombre Óxido y su formato se especializaba a lo ya experimentado en Órbita. Para esta empresa radial estuvo únicamente un año debido al cese de transmisiones de la estación y en 1998 volvió al IMER para continuar al frente de Órbita para una segunda etapa, misma que concluyó hasta 2001.
Su carrera como locutora comercial inicia al tiempo que ingresa a Grupo ACIR, donde además de ser presentadora radiofónica ha dado voz a campañas publicitarias de distintas marcas de consumo en el mercado mexicano, logros que le han valido varios reconocimientos de asociaciones de locución en el país.

### 2002-2007: llegada a la televisión
Tras su breve experiencia en la radio, en 2002 ingresa al canal de televisión por suscripción, Telehit, propiedad de la empresa Televisa, donde conduce varios espacios relacionados con los estilos musicales predominantes de aquella época, incluido el rock en español donde ya estaba consolidada en el género. Los programas con los que estuvo al frente eran Hits con Olivia y Acceso, esencialmente de corte juvenil. Su debut como productora para el mismo canal llega con el programa Región Ñ, programa que daba espacio y participación al televidente a través de propuestas de éxitos de bandas del rock mexicano y a su vez, lo más influyente del rock de otras regiones de Latinoamérica.
Su trayectoria en televisión continuó y en 2006 ingresa al Canal 11 de México a ser la presentadora del programa In Vitro, de carácter universitario e informativo, donde permaneció sólo un año, hasta 2007.

### 2003-2009, 2011: vuelta a la radio
Para 2003 encontrándose laborando para la televisión restringida, vuelve a la radio donde ingresa a las filas de Grupo Prisa para conducir su estación XEX-FM 101.7 de FM. cuyo nombre comercial se le conoce como Los 40 o Los 40 principales. Para esta frecuencia estuvo al frente del programa Qué te cuentas, de corte adulto juvenil, donde estuvo al aire hasta 2005 para luego formar parte del talento de la empresa radial Grupo Siete donde se le da la oportunidad de conducir y liderar el programa llamado Ruido Blanco para la frecuencia XHTOM-FM 102.1 de FM, conocida comercialmente en aquel entonces como NeurótiK, ubicada en la ciudad de Toluca, en el Estado de México, mismo que duró únicamente hasta 2006.
Terminada su etapa al frente de NeurótiK, para 2007 ingresa nuevamente a Los 40 principales donde compartió micrófonos en el programa matutino Ya párate al lado de personalidades como Facundo y Omar Chaparro, mismos que también pertenecen al ámbito televisivo. Para esta ocasión estuvo dos años al frente del programa y tras un breve alejamiento de los medios de comunicación, en 2011 vuelve a la escena radial esta vez nuevamente bajo las órdenes del IMER.
Una vez confirmado su regreso al Instituto Mexicano de la Radio, se convierte en la conductora coestelar junto a Erik Montenegro del espacio musical Jazz Premiere, en la frecuencia XHIMR-FM 107.9 de FM conocida comercialmente como Horizonte, dedicado exclusivamente a la vertiente del jazz en sus diferentes expresiones tanto nacional como internacional. La incursión en este género fue novedoso para Olivia, ya siendo conocida por su dedicación a la música rock.

### 2014: lanzamiento deRuido Blanco
Dada la experiencia obtenida en diversos proyectos tanto en radio como en televisión, el 1 de septiembre de 2014 lanza de manera independiente el concepto Ruido Blanco, siendo inicialmente concebida como una frecuencia en línea y no tradicional; ámbito en donde muchas de las emisoras del país aún se encontraban en transición nula hacia ese tipo de tecnología. El nombre fue retomado del anterior formato que tenía en NeurótiK pero esta vez fungiendo como directora creativa y musical.
Para esta ocasión, se decide conservar un poco la esencia de lo experimentado en el Ruido Blanco anterior, siendo el rock iberoamericano la carta fuerte del concepto, aunque también de rock en inglés, aunque también presentaba características novedosas como la creación de un estilo on live que permita interactuar al oyente en la vida más profesional y personal de los artistas. Este concepto le ha valido buenas críticas por su innovación y dinámica, creando así una relación artista-oyente sirviendo también para promover a nuevos artistas emergentes:

«Ruido Blanco no sólo es una estación de rock en español o un concepto que trata de ser una opción más. Lo que buscamos es tratar de humanizar, de tocar corazones y sentimientos a través de las fibras de la voz con la ayuda de un micrófono».
Olivia Luna

Al mes siguiente del lanzamiento del formato, Ruido Blanco llega a la radio abierta de la mano de la frecuencia XHM-FM propiedad de Grupo ACIR, conocida comercialmente en ese entonces como Siempre 88.9, de carácter noticioso e informativo, empresa donde ya había trabajado inicialmente en 1997 a través de Óxido 1180. Tal decisión fue tomada para iniciar con la expansión del proyecto y a su vez, adecuarse a los lineamientos que la misma radiodifusora buscaba con respecto al público dirigido. Dicha alianza permaneció hasta mayo de 2017, fecha en que Ruido Blanco hizo una pausa para permitir a Olivia retornar al IMER para una tercera etapa y enfocarse del área creativa de Reactor, dirigido a audiencias juveniles, en la frecuencia 105.7 de FM.

### 2017-2023: vuelta aReactory proyectoSéptimo día
Para 2017 el IMER se encontraba en plena reestructuración en el contenido de sus emisoras y para ello a través del ya conocido formato Reactor 105.7, sus directivos buscaban «regresar a lo que éramos antes, a los orígenes y seguir en plena innovación para todo nuestro público». Uno de los objetivos principales fue incorporar de vuelta de nueva cuenta a Olivia Luna, con la cual ya había trabajado bajo el concepto Órbita en dos etapas y más adelante en Horizonte 107.9. Para ello lideró un formato periodístico denominado Ruido Blanco si bien el nombre era similar al de su proyecto, el concepto era totalmente diferente. Este proyecto estuvo al aire hasta junio de 2018, fecha en que sin explicación alguna la transmisión de Ruido Blanco salió del aire lo que propició severas críticas al IMER ya que no lanzó algún comunicado que explicara el fin de transmisiones.
Si bien Luna después de unos meses regresó a la escena radial por presión de la audiencia, el IMER ya no permitió que el programa que tenía llevara por nombre de Ruido Blanco, obligando a usar Luna al aire, que era esencialmente el mismo concepto anterior, aunque lamentablemente en esta ocasión su duración fue muy corta debido al recorte presupuestal que hubo en su momento, viéndose obligado a rescindir de los servicios de sus locutores para dar paso a música continua.
Una vez superado el recorte económico, Olivia retornó con un proyecto nuevo denominado Séptimo día, programa especializado y de investigación, y en lugar de transmitirse de lunes a viernes como su anterior Ruido Blanco, ahora este pasaría a emitirse los domingos:

«Séptimo día es un programa que se especializa en la investigación. Iniciamos presentando  un álbum en concierto de una banda o artista y de ahí vamos contando, desde datos curiosos hasta la historia completa».
Olivia Luna

El concepto de Séptimo día tuvo una duración de casi 4 años, lo que marcó una pauta de éxito en la emisora del IMER dado su formato innovador y situó a Olivia en los locutores más importantes de la radio en México. Si bien se notaba mejoría en el estado anímico de Luna tras este pico de popularidad y a su vez el apoyo de marcas comerciales, para la primera mitad del 2023 la relación laboral entre ambas partes se volvió complicada de nueva cuenta. Estos conflictos de intereses provocaron que una vez más Olivia fuera sacada del aire de manera abrupta, sin siquiera mediar palabra de defensa o justificación. Dicha acción provocó que después de 6 años de pertenecer a las filas de Reactor, Olivia dejara de formar parte del talento de la estación, finalizando así su cuarta etapa con la empresa radiofónica esta vez de manera definitiva.

### 2019-presente: vuelta deRuido Blancoy consolidación
Mientras encontrándose laborando en el IMER con Séptimo día, Luna relanza Ruido Blanco después de dos años de inactividad. Para ello se buscó retomar el proyecto y la dirección creativa como estaba pensado originalmente donde la primera decisión fue continuar con la transmisión a otros medios.
A la llegada en octubre de 2018 de la plataforma de origen estadounidense denominada iHeartRadio a territorio mexicano y con la finalidad de expansión a otros mercados, Ruido Blanco anunció que formará parte del catálogo de la radio por Internet desde septiembre de 2019, donde de manera simultánea se transmitirá vía web y en dicha tecnología.
Si bien inicialmente la estación comenzaba con una selección limitada de sencillos de los artistas más conocidos del exponente, con el tiempo su dirección creativa le ha permitió formar parte de la cobertura de importantes eventos masivos, así como festivales de música de México y Latinoamérica. Eventos multitudinarios como Pa'l Norte, Cosquín Rock y Rock al Parque, así como estelarizar el conocido Vive Latino le han llevado al reconocimiento internacional al grado de entrevistar a importantes exponentes del rock tales como las argentinas Soda Stereo, Fito Páez y los mexicanos Café Tacvba, Fobia y El Tri, entre muchos otros.
Aunque el concepto ha mostrado estabilidad y validez creativa, ganando asiduos tanto como en su país como en otras partes del mundo, en los años posteriores no estuvo exento de problemas económicos al por mayor, debido principalmente a la pandemia de COVID-19 en 2020 y la falta de apoyos en patrocinadores, lo que ha llevado a solicitar el apoyo de sus oyentes para mantener vivo el proyecto:

«Eso nos lleva a plantearnos si seguíamos o no, pero cuando lo comunicamos al aire el público reaccionó bien y ellos mismos nos pidieron que siguiéramos, nos preguntaron qué se podía hacer, que a dónde donaban o cómo podían ayudar. De ahí surgió la idea de hacer una colecta».
Olivia Luna

Los problemas internos en los que se encontraba sumergida la estación para ese año, propició a que esta se encontrara en riesgo de desaparición lo que obligó de manera desesperada a solicitar apoyo de otras emisiones para evitar abandonar el flujo de transmisión. No fue hasta la llegada del 2021 que, de nueva cuenta, la frecuencia XHM-FM bajo el nuevo nombre de 88.9 Noticias, mismo que adquirió en 2018, acogió la transmisión bajo su programación y el apoyo de más patrocinadores, junto con la recolecta de las donaciones del público oyente fue cuando comenzó a mostrar mejores resultados.
Con el paso del tiempo y la apertura de los medios hacia nuevos talentos, la estación ha pasado por varias etapas de transformación con el objetivo de abrirse a nuevos mercados, donde también ha ganado espacios para formar parte de coberturas y entrevistas relacionadas al género.
Actualmente se puede escuchar vía web, radio por Internet o radio abierta, esta última a nivel nacional a través de las repetidoras de la empresa radiofónica con la cual tiene convenio de transmisión y explotación del formato.